# Schironowitz
Schironowitz (polnisch Sieroniowice, 1936–1945 Grünheide) ist eine Ortschaft in Oberschlesien. Sie liegt in der Gemeinde Ujest im Powiat Strzelecki (Landkreis Groß Strehlitz) in der Woiwodschaft Oppeln.

## Geographie

### Geographische Lage
Das Straßendorf Schironowitz liegt 11 Kilometer nördlich  vom Gemeindesitz Ujest, acht Kilometer südöstlich der Kreisstadt Strzelce Opolskie (Groß Strehlitz) und 39 Kilometer südöstlich von der Woiwodschaftshauptstadt Opole. Der Ort liegt in der Wyżyna Śląska (Schlesisches Hochland) innerhalb der Chełm (Chelm). Nördlich und südöstlich von Schironowitz liegen weitläufige Waldgebiete.

### Ortsteile
Ortsteil von Schironowitz ist Grzeboszowice (Greboschowitz).

### Nachbarorte
Nachbarorte von Schironowitz sind im Osten Balzarowitz (Balcarzowice) und im Südosten Nogowschütz (Nogowczyce).

## Geschichte

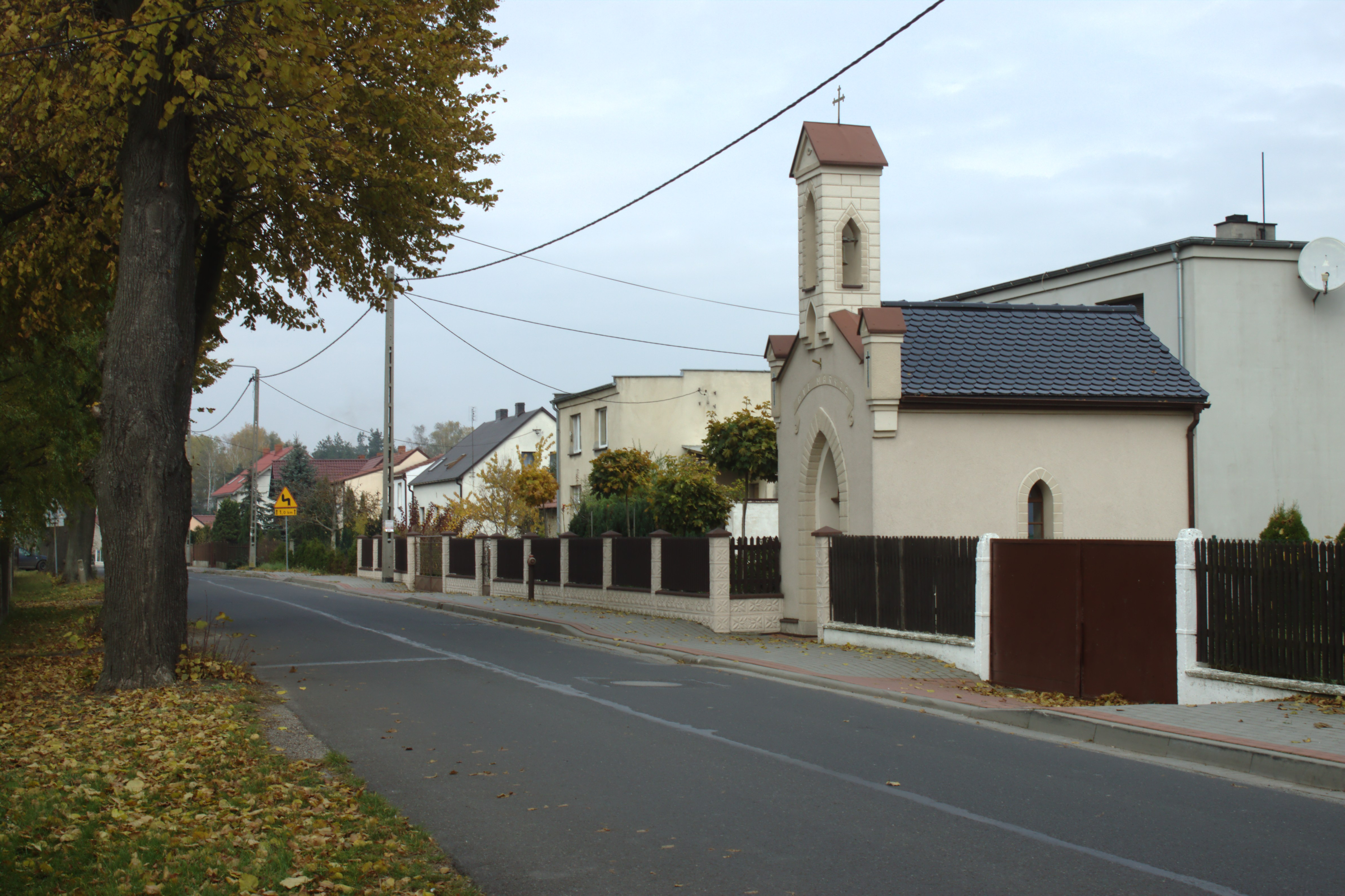
Ortsbild mit Kapelle

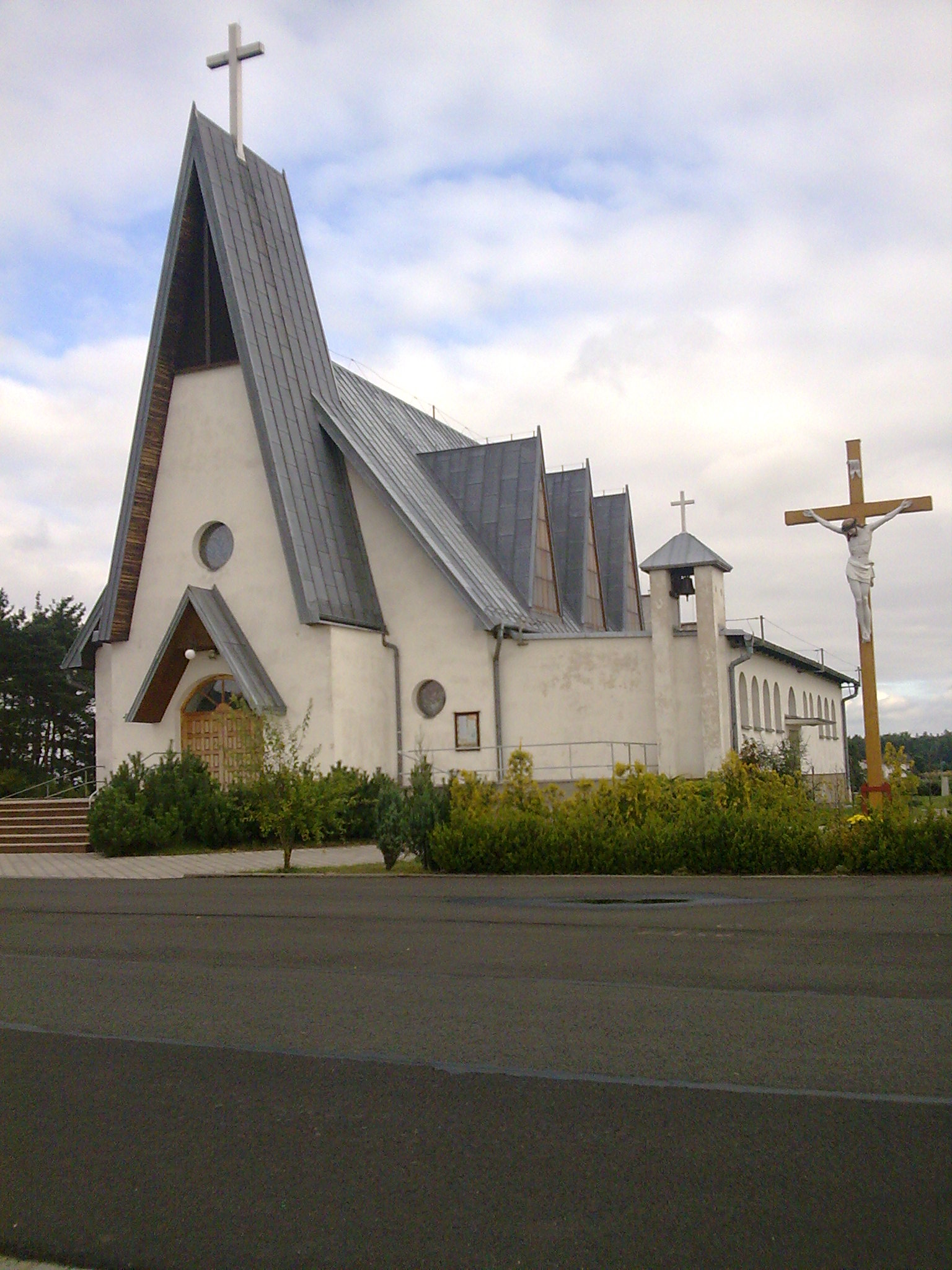
Fatimakirche

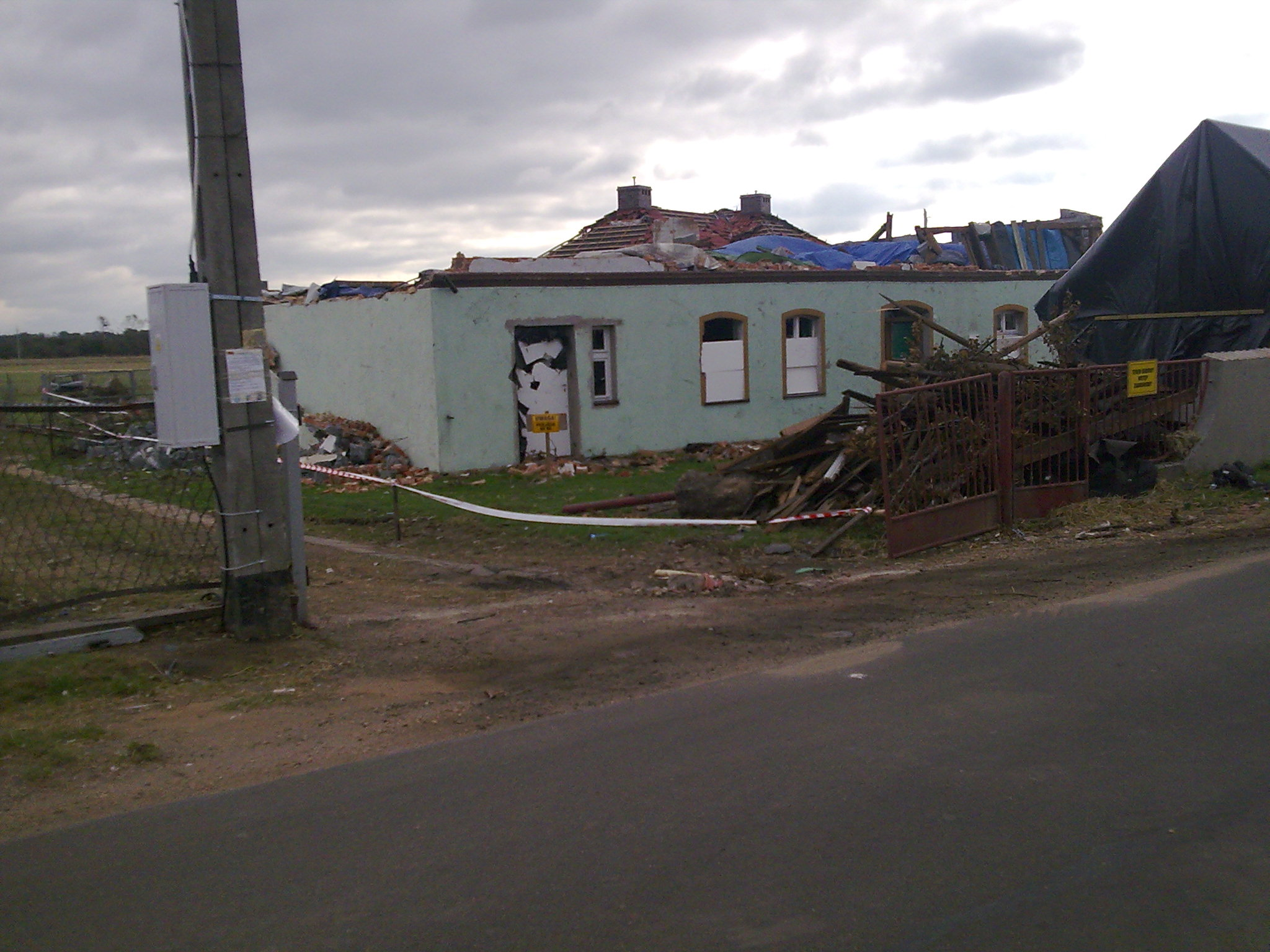
Zerstörtes Wohnhaus nach dem Tornado 2008

Der Ort wurde 1342 erstmals urkundlich erwähnt.
Nach der Neuorganisation der Provinz Schlesien gehörte die Landgemeinde Schironowitz ab 1816 zum Landkreis Groß Strehlitz im Regierungsbezirk Oppeln. 1865 hatte der Ort 5 Gärtner und 3 Häuslerstellen sowie ein Vorwerk. Eingepfarrt und eingeschult waren die Bewohner nach Jarischau. 1872 wurde im Ort eine Schule eingerichtet. 1874 wurde der Amtsbezirk Schloß Groß Strehlitz gegründet, welcher die Landgemeinden Adamowitz, Brzezina, Carlsthal, Czarnosin, Dollna, Dziewkowitz, Gonschiorowitz, Grzeboschowitz, Himmelwitz, Laziska, Liebenhain, Mokrolohna, Neudorf, Ollschowa, Petersgrätz, Rosniontau, Schironowitz v. P., Schironowitz v. R., Stephanshain, Sucholohna, Waldhäuser und Wierschleiche und die Gutsbezirke Adamowitz Vorwerk, Annahof Vorwerk, Brzezina Vorwerk, Gollaschütz Vorwerk, Grzeboschowitz Vorwerk, Groß Strehlitz, Schloß, Groß Strehlitz, Stadtwald, Groß Vorwerk, Gruschek Vorwerk, Himmelwitz Vorwerk, Johannishof Vorwerk, Komornicken Vorwerk, Ksionslaß Vorwerk, Neudorf Vorwerk, Reilshof Vorwerk und Wernerau und die Kolonie Adamowitz umfasste.
1910 lebten 536 Menschen im Ort. Bei der Volksabstimmung am 20. März 1921 stimmten 54 Wahlberechtigte für einen Verbleib bei Deutschland und 279 für Polen. Gleichwohl verblieb Schironowitz beim Deutschen Reich. Ab 1933 führten die neuen nationalsozialistischen Machthaber groß angelegte Umbenennungen von Ortsnamen slawischen Ursprungs durch. Am 3. Juli 1936 wurde der Ort in Grünheide umbenannt. Bis 1945 befand sich der Ort im Landkreis Groß Strehlitz.
1945 kam der bisher deutsche Ort unter polnische Verwaltung, wurde in Schironowitz umbenannt und der Woiwodschaft Schlesien angeschlossen. 1949 wurde das Dorf elektrifiziert. 1950 wurde der Ort Teil der Woiwodschaft Oppeln und 1999 des wiedergegründeten Powiat Strzelecki. Am 15. August 2008 fegte eine Windhose durch Schironowitz. Dabei wurden 30 Gebäude beschädigt. Im November 2008 erhielt der Ort zusätzlich den amtlichen deutschen Ortsnamen Schironowitz.

## Sehenswürdigkeiten
- Die römisch-katholische Kirche Muttergottes von Fatima (poln. Kościół Matki Boskiej Fatimskiej) wurde 1991 errichtet.[7]
- Steinerne Wegekapelle
- Wegekreuz

## Vereine
- Deutscher Freundschaftskreis